# Kanton Arles-Ouest
Kanton Arles-Ouest (fr. Canton d'Arles-Ouest) je francouzský kanton v departementu Bouches-du-Rhône v regionu Provence-Alpes-Côte d'Azur. Skládá se pouze ze západní části města Arles.